# Chytriomyces appendiculatus
Chytriomyces appendiculatus är en svampart som beskrevs av Karling 1947. Chytriomyces appendiculatus ingår i släktet Chytriomyces och familjen Chytridiaceae.   Inga underarter finns listade i Catalogue of Life.